# Take the Money and Run
Denna artikel handlar om Bad Hands studioalbum Take the Money and Run. För Woody Allens film med samma originaltitel, se Ta pengarna och stick!.
Take the Money and Run är Per Nordmarks solodebut, utgivet under namnet Bad Hands 2009.

## Låtlista
1. "Black and White"
2. "Bad Hands"
3. "Northern Lights"
4. "Kick You Out"
5. "Other Relationship"
6. "Close Enough"
7. "We Love Blood"
8. "Cartoon Wolf"
9. "I Can Do It"
10. "Sillodill"[2]

## Gästartister
Samtliga gästartister bidrar med sång.
- Linnea Jönsson (Those Dancing Days) - "Black and White"
- Nina Kinert - "Bad Hands"
- Britta Persson och Karl Larsson - "Northern Lights"
- Nicke Andersson och Howlin' Pelle Almqvist - "Kick You Out"
- Subbah - "Other Relationship"
- Choir of Kemi - "Close Enough"
- Henric de la Cour - "We Love Blood"
- David Sandström - "Cartoon Wolf"
- Therese Johansson - "I Can Do It"
- Britta Persson - "Sillodill"[2]

## Mottagande
Skivan fick ett blandat mottagande och snittar på 3,3/5 på Kritiker.se.